# Војка Смиљанић-Ђикић
Војка Смиљанић-Ђикић (29. септембар 1932 — Сарајево, 21. август 2016) била је пјесникиња, преводитељка и уредница из Босне и Херцеговине.
Рођена је 1932. године у Мркоњић Граду. Дипломирала је на Филозофском факултету Универзитета у Београду. Објавила је неколико књига поезије и превела бројна дјела различитих аутора. Извршни је уредник књижевног часописа „Сарајевске свеске“, а уређивала је и Антологију савремене алжирске поезије. Године 1975. је добила награду Удружења преводилаца Босне и Херцеговине.
Живела је и радила у Сарајеву. Била је удата за Османа Ђикића (1921—1995), некадашњег југословенског дипломате и амбасадора у Алжиру и Финској.
Умрла је 21. августа 2016. у Сарајеву.

## Књиге
- „Пјесме“, Свјетлост, Сарајево, 1966.
- „Ткачи ветрова“, Прва књижевна комуна, Мостар, 1987.
- „Пепелница“, Зид, Сарајево, 1997.
- „Друга земља“, Зид, Сарајево, 2000.
- Превођење мора, Наклада Зоро, Загреб-Сарајево, 2004.